# Gangseo-gu (Busan)
Gangseo-gu (koreanisch 강서구) ist einer der 16 Stadtteile von Busan und hat 134.692 Einwohner (Stand: 2019). Es handelt sich dabei um den westlichsten und nach dem Gijang-gun flächenmäßig zweitgrößten Bezirk der Stadt. Der Bezirk grenzt im Uhrzeigersinn an die Stadtteile Buk-gu, Sasang-gu und Saha-gu.

## Bezirke

Verwaltungseinheiten des Gangseo-gu

Der Bezirk besteht aus sieben dong (Teilbezirke), wobei alle bis auf den Gangdong-dong in zwei bis neun weitere dong unterteilt sind. Somit verfügt der Bezirk insgesamt über 22 dong.
- Daejeo 1-dong
- Daejeo 2-dong
- Gangdong-dong
- Myeongji 1-dong
- Myeongji 2-dong
- Garak-dong (4 administrative dong)
  - Jukrim-dong, Sikman-dong, Jukdong-dong, Bongnim-dong
- Noksan-dong (9 administrative dong)
  - Songjeong-dong, Hwajeon-dong, Noksan-dong, Saenggok-dong, Gurang-dong, Jisa-dong, Mieum-dong, Beombang-dong, Sinho-dong
- Gadeokdo-dong (5 administrative dong)
  - Dongseon-dong, Seongbuk-dong, Nulcha-dong, Cheonseong-dong, Daehang-dong

## Verwaltung
Als Bezirksbürgermeister amtiert No Gitae (노기태).
In dem siebenköpfigen Bezirksparlament hält die Deobureo-minju-Partei eine Mehrheit.